# F. P. 산탄젤로

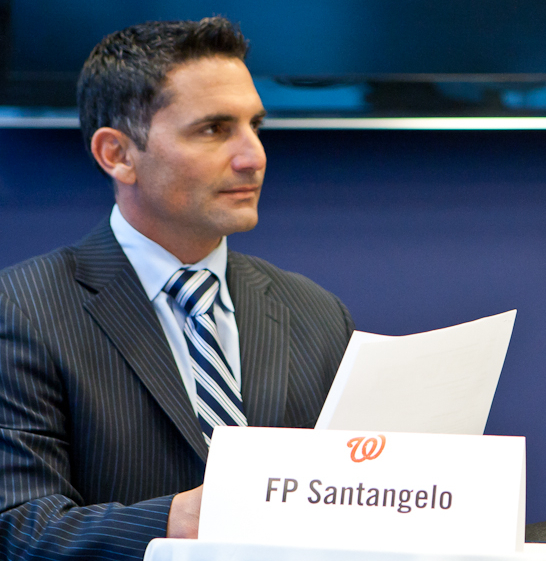
2011년 모습

F. P. 산탄젤로(F. P. Santangelo, 본명: 프랭크 폴 산탄젤로, Frank-Paul Santangelo, 1966년 10월 24일 ~ )는 미국의 전직 프로 야구 선수이다. 1995년부터 2001년까지 몬트리올 엑스포스, 샌프란시스코 자이언츠, 로스앤젤레스 다저스, 오클랜드 애슬레틱스에서 메이저 리그 베이스볼을 했다. 또한 워싱턴 내셔널스의 방송인으로도 활동했다.

## 어린 시절
캘리포니아주 엘도라도힐스 출신인 산탄젤로는 오크리지 고등학교, 새크라멘토 시티 칼리지(Sacramento City College) 및 마이애미 대학교 (플로리다주)를 다녔다. 1988년에 케이프 코드 베이스볼 리그의 브루스터 화이트캡스(Brewster Whitecaps)와 함께 대학 여름 야구를 했다.